# 次磷酸铵
次磷酸銨一種白色的晶體，分子式為NH4H2PO2 ，容易潮解，加熱至240℃分解，釋放出磷化氫，可以用黄磷、石灰乳、氨水经两次反应制得。通常作生产聚酰胺的催化剂和制造软焊剂（焊接剛鐵用）等。

## 外部連結
- http://www.chemyq.com/xz/xz4/38767
xonyn.htm （页面存档备份，存于）
- http://www.chemblink.com/products/
7803-65-8.htm （页面存档备份，存于）